# ويل ألين (لاعب كرة قدم أمريكية أمريكي)
ويل ألين (بالإنجليزية: Will Allen)‏ هو لاعب كرة قدم أمريكية أمريكي، ولد في 5 أغسطس 1978 في مونتغومري في الولايات المتحدة.

## وصلات خارجية
- ويل ألين على موقع مرجع كرة القدم المحترفة.كوم (الإنجليزية)
- ويل ألين على موقع كلية كرة القدم في سبورتس رفرنس.كوم (الإنجليزية)